# Leucosphaera bainesii
Espèce
Synonymes
- Leucosphaera pfeilii Gilg[1]
- Marcellia bainesii (Hook.f.) C.B.Clarke[1]
- Sericocoma bainesii Hook. f.[2]
- Sericocoma bainesii Hook.f.[1]
- Sericocomopsis bainesii Schinz[1]

Leucosphaera bainesii est une espèce de plantes de la famille des Amaranthaceae.

## Étymologie
L'épithète spécifique bainesii lui a été attribuée en hommage à Thomas Baines, artiste anglais, explorateur naturaliste en Afrique du Sud et en Australie.